# Sandra Lavorel
Sandra Lavorel (Lyon, 1965) es una ecóloga francesa especializada en ecología funcional. Se trata de una rama de la ecología que se basa en el papel o función de las especies para explicar la respuesta de la biodiversidad y los ecosistemas a los cambios ambientales (cambio climático, uso de las tierras e invasiones biológicas).

## Biografía
Sandra Lavorel se licenció como ingeniera agrónoma en el Institut national agronomique Paris Grignon; después obtuvo su doctorado en Ecología y Biología Evolutiva por la Universidad de Montpellier en 1991 con una tesis sobre los mecanismos de convivencia de especies en el ecosistema del matorral mediterráneo. Realizó una estancia postdoctoral en la Universidad Nacional Australiana, en Canberra, donde siguió investigando los mecanismos de coexistencia de especies. En 1994 regresó a Francia y entró a trabajar en el Centro Nacional de Investigación Científica francés (CNRS), donde es directora de investigación en el Laboratorio de Ecología Alpina (LECA) en Grenoble. El LECA es una unidad mixta de investigación en la que colaboran investigador del CNRS, de la Universidad de Grenoble Alpes y de la Universidad de Saboya Mont Blanc.
Ha colaborado en proyectos de investigación internacionales, en consorcios con centros de otros países europeos, de Latinoamérica y de Sudáfrica, y ha facilitado la transferencia científica. También ha impulsado diversas redes internacionales de investigación como la TRY Plant Trait Database que es la primera y más grande base de datos abierta de referencias morfológicas, anatómicas, bioquímicas, fisiológicas o fenológicas de plantas de todo el mundo.
Es miembro de la Academia de Ciencias de Francia desde 2013 y en 2020 fue nombrada miembro internacional de la Academia Nacional de Ciencias de los Estados Unidos.
Entre los premios y honores recibidos se encuentran la Medalla de Bronce del CNRS, 1998; Caballero de la Legión de Honor en 2012, Medalla de Plata del CNRS en 2013, Medalla Alexander von Humboldt del IAVS (International Association for Vegetation Science), Premio Ramón Margalef de Ecología que otorga la Generalidad de Cataluña; y en 2021 el Premio Fundación BBVA Fronteras del Conocimiento en Ecología y Biología de la Conservación, junto a Mark Westoby y Sandra Myrna Díaz, por «ampliar el concepto de biodiversidad», a través de su «trabajo pionero para descubrir, describir y coordinar la medición de las características funcionales de las plantas».